# Ytterstholmen (Luleå)
Ytterstholmen est une île de l’archipel de Luleå en Suède,.

## Présentation
Ytterstholmen est situé au sud de Sigfridsön. 
Elle possède quelques bâtiments du côté nord.